# Richanija
Richanija (hebrejsky רִיחָנִיָּה, adygejsky Рихьаные, arabsky الريحانية, v oficiálním přepisu do  angličtiny Reihaniyye, přepisováno též Rehaniya) je vesnice v Izraeli, v Severním distriktu, v Oblastní radě Merom ha-Galil, kterou obývají izraelští Čerkesové.

## Geografie
Leží v nadmořské výšce 698 metrů v Horní Galileji na náhorní plošině obtékané na severu a západě údolím Nachal Dišon, situované cca 10 kilometrů jihozápadně od Chulského údolí a necelých 5 kilometrů od hranic s Libanonem. Severně od vesnice stojí hora Har Rejchan a dále na sever Har Almon. Nedaleko jižního okraje vesnice se terén svažuje do kaňonu vádí Nachal Chacor. Stojí tu také pahorek Har Ben Zimra.
Vesnice se nachází cca 125 kilometrů severovýchodně od centra Tel Avivu, cca 53 kilometrů severovýchodně od centra Haify a cca 10 kilometrů severně od Safedu. Richaniji obývají izraelští Čerkesové, přičemž osídlení v tomto regionu je převážně židovské (s Richanijí například přímo sousedí židovská vesnice Alma). Výjimkou je město Džiš cca 5 kilometrů jihozápadním směrem, které obývají izraelští Arabové.
Obec je na dopravní síť napojena pomocí lokální silnice číslo 886.

## Dějiny
Vesnice Richanija je jedním ze dvou sídel v Izraeli obývaných Čerkesy (druhým je Kafr Kama v Dolní Galileji). Vznikla v roce 1878, kdy se tu usadilo 30 čerkeských rodin muslimského vyznání, které sem přesídlily z původní domoviny severně od Kavkazu v Rusku, kde čelily pronásledování. Svou vesnici postavili podle vlastních zvyků, s hustou zástavbou, která měla i obranné účely. Zpočátku noví osadníci měli problém se integrovat do života v tehdejší osmanské Palestině. Od konce 19. století mnozí Čerkesové začali působit jako strážci v nově zřizovaných židovských vesnicích.
Styky mezi Židy a Čerkesy pak přerostly v otevřené spojenectví během izraelské války za nezávislost v roce 1948, kdy na straně Židů bojovala v rámci 7. brigády pod velením plukovníka Bena Dunkelmana i skupina Čerkesů. Od roku 1957 se pak Čerkesové dobrovolně přihlásili k vojenské službě v izraelské armádě.
V Richaniji funguje muzeum zaměřené na čerkeskou lidovou kulturu. Menší část obyvatel vesnice se živí zemědělstvím. Někteří místní obyvatelé jsou zaměstnanci izraelské armády nebo policie, jiní za prací dojíždějí. Ve vesnici funguje mešita, obchod a zařízení předškolní péče o děti i základní škola. Některé místní děti dojíždějí do základní školy v kibucu Sasa.

## Demografie
Obyvatelstvo Richanija je tvořeno Čerkesy a některými rodinami arabských Beduínů. Jde o menší sídlo vesnického typu s dlouhodobě rostoucím počtem obyvatel. K 31. prosinci 2014 zde žilo 1175 lidí. Během roku 2014 populace stoupla o 1,6 %.
| Rok            | 1922 | 1931 | 1945 | 1961 | 1972 | 1983 | 1995 | 2001 | 2003 | 2004 | 2005 | 2006 | 2007 | 2008 | 2009 | 2010 | 2011 | 2012 | 2013 | 2014 |
| -------------- | ---- | ---- | ---- | ---- | ---- | ---- | ---- | ---- | ---- | ---- | ---- | ---- | ---- | ---- | ---- | ---- | ---- | ---- | ---- | ---- |
| Počet obyvatel | 211  | 222  | 290  | 346  | 450  | 618  | 771  | 928  | 969  | 972  | 999  | 1016 | 1017 | 1023 | 1099 | 1124 | 1121 | 1140 | 1156 | 1175 |